# Alda Caiello
Alda Caiello (* im 20. Jahrhundert) ist eine italienische Sopranistin.

## Leben
Caiello studierte Klavier und Gesang am Konservatorium von Perugia. Ihr Repertoire als Sängerin reicht von Monteverdi über Mozart bis zu Mahler, Berg und Schostakowitsch. Sie trat u. a. am Teatro alla Scala, im Concertgebouw, der Londoner Wigmore Hall. in der Oji Hall in Tokio, im Auditorio Nacional di Madrid, im Wiener Musikverein, am Teatro Carlo Felice Genua und am Teatro dell’Opera di Roma auf und war Gast der Salzburger Festspiele, des Maggio Musicale Fiorentino, des Festival di Musica Contemporanea in Barcelona, des Festival d’Automne in Paris, des Festivals Wien Modern, der Münchener Biennale und des Festival di Alicante.
Als Opernsängerin arbeitete Caiello mit Regisseuren wie Daniele Abbado, Davide Livermore, Yoshi Oida, Giorgio Barberio Corsetti, Michael Scheidl, Cristina Mazzavillani Muti, Stefano Poda, Ignacio García, Giorgio Pressburger und Cecilia Ligorio. Zu den Dirigenten, unter deren Leitung sie auftrat, zählen Frans Brüggen, Myung-Whun Chung, Valery Gergiev, Arturo Tamayo, Gianandrea Noseda, Jonathan Webb und Peter Keuschnig.
Besonderes Gewicht in Caiellos Repertoire haben Kompositionen des 20. Jahrhunderts. Sie trat u. a. in folgenden Werken auf:
- La voix humaine von Francis Poulenc
- Pierrot Lunaire von Arnold Schönberg
- Passaggio, Folk Songs und Recital for Cathy von Luciano Berio
- Medea, La pietra di diaspro und Tenebrae von Adriano Guarnieri
- Camera Obscura von Marco Di Bari
- Prometeo von Luigi Nono
- Rara Requiem von Sylvano Bussotti
- Exil von Gija Kantscheli
- Perseo ed Andromeda von Salvatore Sciarrino
- Commiato von Luigi Dallapiccola
- Lucrezio. Un oratorio materialistico von Luca Lombardi
- America: A prophecy von Thomas Adès
- Le marteau sans maître, Improvisation I, Improvisation II von Pierre Boulez
- La Philosophie dans le Labyrinthe von Aureliano Cattaneo
- 4. Sinfonie von Gustav Mahler
- Koom von Giacinto Scelsi
- Cantus planus von Niccolò Castiglioni
- Satyricon und Don Perlimplin von Bruno Maderna
- Novae de infinito laudes von Hans Werner Henze
- Il carro e i canti, Leggenda und Il Suono Giallo von Alessandro Solbiati
- Harawi und Poèmes pour Mi von Olivier Messiaen
- Signor Goldoni von Luca Mosca (2009 als Musikfilm von Davide Mancini)
- Gesualdo considered as a Murderer von Luca Francesconi
- Il sogno di una cosa von Mauro Montalbetti
- Eine florentinische Tragödie von Alexander von Zemlinsky
- Lo Specchio Magico von Fabio Vacchi
- Passion selon Sade von Sylvano Bussotti
- Prometeo, tragedia dell’ascolto von Luigi Nono
- Else von Federico Gardella

Aufnahmen mit Alda Caiello erschienen bei den Labels BMG/Ricordi, Praga Digital, Brilliant Classics, Curci, CAM, Stradivarius, Col Legno, Zig Zag Territoires, Bottega Discantica, Velut Luna, Bmc Records und Verso. Zu hören ist sie auch im Soundtrack von Ermanno Olmis Film Cantando dietro i paraventi (2003).